# RK Sintelon
Der Rukometni klub Sintelon (serbisch-kyrillisch Рукометни клуб Синтелон) war ein serbischer Handballverein aus Bačka Palanka.

## Geschichte
Der Verein wurde 1952 als Rukometni klub Tekstilac gegründet. Im Jahr 1970 wurde der Verein vom Textilhersteller Sintelon übernommen und erhielt dessen Namen. Im Jahr 1994 stieg die Mannschaft in die Meisterschaft der Bundesrepublik Jugoslawien auf. Größter Erfolg der Vereinsgeschichte wurde der Pokalgewinn in der Saison 1999/2000. Im selben Jahr erreichte das Team das Halbfinale im Euro-City-Cup 1999/2000, in dem man an BM Valladolid scheiterte. Nach einem 20:32 in Spanien gelang zu Hause mit einem 30:20 fast die Sensation. Im Europapokal der Pokalsieger 2000/01 und im EHF-Pokal 2001/02 schied man im Viertelfinale aus.
Während der Saison 2002/03 geriet der Verein in finanzielle Schwierigkeiten und zog sich aus der ersten Liga zurück. Zwei Jahre darauf gelang die Rückkehr. Ab 2007 firmierte der Klub nach einem Besitzerwechsel unter dem Namen RK Tarket. Nach Beginn der Saison 2009/10 zog sich der Verein endgültig zurück.

## Bekannte Persönlichkeiten
- Danijel Anđelković
- Bojan Beljanski
- Dalibor Čutura
- Ratko Đurković
- Jovica Elezović
- Uroš Elezović
- Nebojša Golić
- Mile Isaković
- Vladimir Jelesić
- Nikola Kojić
- Marko Krivokapić
- Zoran Kurteš
- Duško Milinović
- Draško Mrvaljević
- Ratko Nikolić
- Ljubomir Pavlović
- Živan Pešić
- Predrag Petljanski
- Zdravko Rađenović
- Danijel Šarić
- Aleksandar Savić
- Žarko Šešum
- Dragan Sudžum
- Marko Vujin
- Branislav Zeljković